# Vágáshuta
Vágáshuta (slowakisch Vágašská Huta) ist eine ungarische Gemeinde im Kreis Sátoraljaújhely im Komitat Borsod-Abaúj-Zemplén.

## Geografische Lage
Vágáshuta liegt in Nordungarn, 66 Kilometer nordöstlich des Komitatssitzes Miskolc. Die Nachbargemeinde Kovácsvágás liegt vier Kilometer und die nächstgelegene Stadt Pálháza sechseinhalb Kilometer nordwestlich von Vágáshuta.

## Gemeindepartnerschaften
- Calamandrana, Italien
- Kisapostag, Ungarn

## Sehenswürdigkeiten
- Holzgeschnitzte Statuen
- Römisch-katholische Kirche Nagyboldogasszony
- Slowakisches Heimatmuseum (Szlovák tájház)

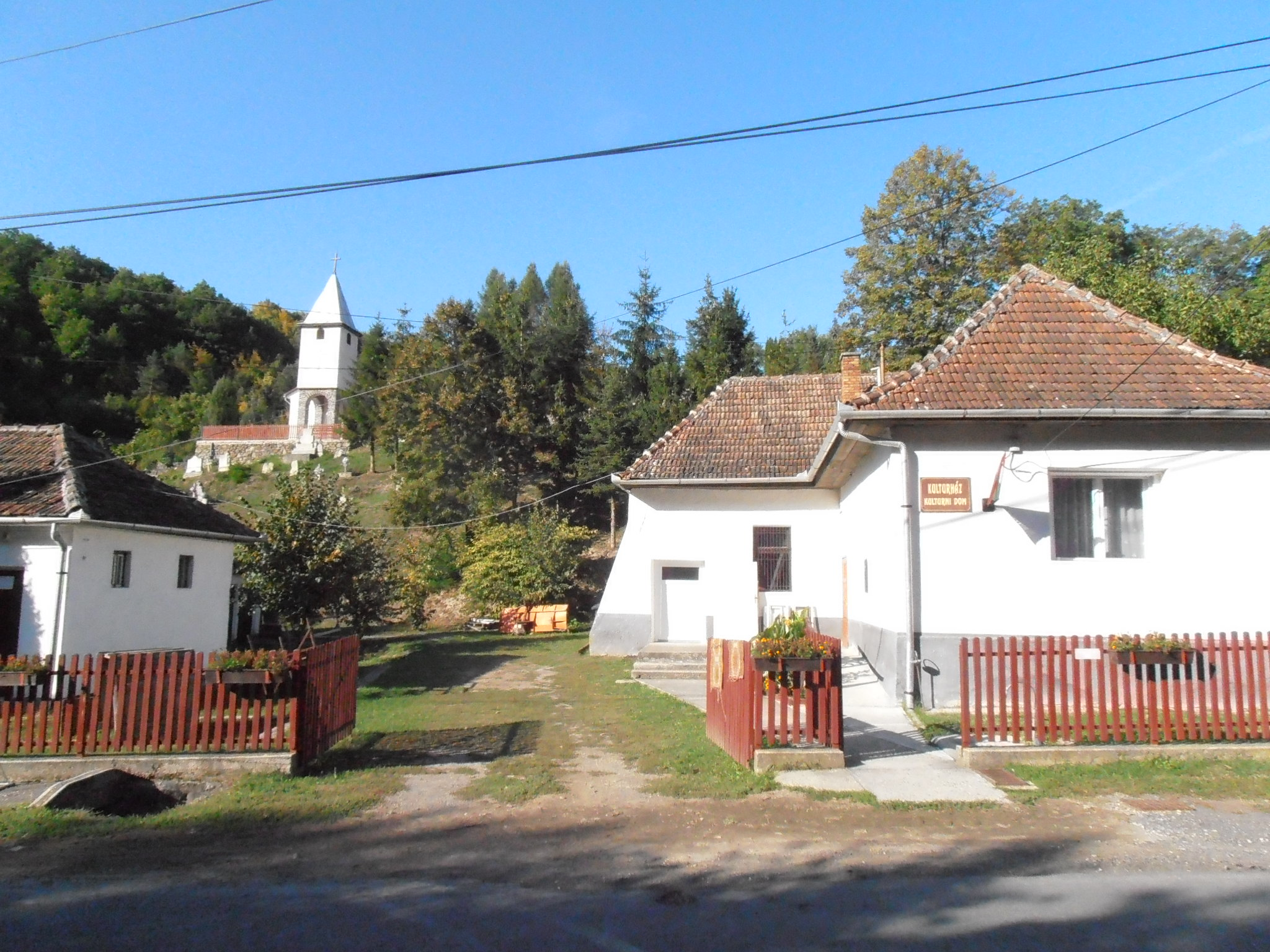
Kulturhaus und römisch-katholische Kirche Nagyboldogasszony in Vágáshuta

## Fauna
Die waldreiche Umgebung der Gemeinde bietet Lebensraum für zum Teil seltene Vogelarten. So finden sich dort Schwarzstorch, Wespenbussard, Kaiseradler, Schlangenadler, Schreiadler, Steinadler, Wachtelkönig, Habichtskauz, Uhu, Grauspecht, Mittelspecht und Weißrückenspecht.

## Verkehr
Der Ort ist nur über die Nebenstraße Nr. 37127 zu erreichen. Der nächste Bahnhof befindet sich südöstlich in Sátoraljaújhely.